# Conlephasma
Conlephasma is een geslacht van Phasmatodea uit de familie Pseudophasmatidae. De wetenschappelijke naam van dit geslacht is voor het eerst geldig gepubliceerd in 2012 door Gottardo & Heller.

## Soorten
Het geslacht Conlephasma  is monotypisch en omvat slechts de volgende soort:
- Conlephasma enigma Gottardo & Heller, 2012